# Bò Sussex
Bò Sussex là một giống bò đỏ thuộc nhóm bò thịt có nguồn gốc từ Weald của Sussex, Surrey và Kent ở đông nam nước Anh. Giống bò này được sử dụng cách dài hạn, từ đời này sang đời khác tại Weald và chúng được chọn lọc từ cuối thế kỷ 18 để hình thành một giống bò hiện đại, hiện đang được sử dụng ở nhiều nước trên thế giới. Giống bò nè có một bộ lông mỏng vào mùa hè và nhiều tuyến mồ hôi, nhưng phát triển một bộ lông dày hơn vào mùa đông, vì vậy chúng phù hợp sinh sống cả trong mùa hè nóng bức cũng như mùa đông lạnh giá. Giống bò này có tính khí dịu dàng nhưng có thể rất bướng bỉnh.

## Ngoại hình
Các con bò thuộc giống Sussex có một bộ lông màu đỏ nâu đẹp đẽ, với một phần đuôi có màu trắng kem. Giống bò này là một giống động vật có kích thước trung bình, thân dài và theo truyền thống nó có sừng trắng, mặc dù các biến thể bò không bò không sừng tự nhiên cũng đã được phát triển.

## Lịch sử
Sussex là một trong nhiều giống bò có màu tương tự thuộc miền nam nước Anh - những giống bò khác bao gồm Bò Bắc Devon, Bò Hereford, Bò Lincoln Red và Bò Red Poll. Tất cả các giống này xuất phát từ giống bò đỏ đa mục đích truyền thống của vùng. Bò được nuôi với mục đích kéo cày tiếp tục phát triển ở Weald và Downs, nằm phía Nam so với hầu hết các vùng của nước Anh, và vì thế Sussex vẫn tồn tại với hình dáng là những con vật nặng xương, có xương bả vai lớn, là một động vật dùng để kéo cày.